# السا پاتاکی
اِلسا لافوئنته مدیانو (اسپانیایی: Elsa Lafuente Medianu‎؛ ‏اسپانیایی: [ˈelsa laˈfwente meˈðjanu]؛ ‏ زاده ۱۸ ژوئیه ۱۹۷۶) که با نام السا پاتاکی (اسپانیایی: Elsa Pataky‎) شناخته می‌شود، بازیگر و مدل اهل اسپانیا است. او به‌دلیل بازی در نقش افسر پلیس «اِلِنا نِـوِس» در چهار فیلم سریع و خشمگین ۵، سریع و خشمگین ۶، خشمگین ۷ و سرنوشت خشمگین شناخته می‌شود و در فیلم‌های مارها در هواپیما (۲۰۰۶)، جالو (۲۰۰۹)، روزگارشان را سیاه کن، مالون (۲۰۰۹) و دی دی هالیوود (۲۰۱۰) هم نقش‌آفرینی کرده‌است.

## اوایل زندگی
اِلسا لافوئنته مدیانو در شهر مادرید به‌دنیا آمد. پدرش «خوزه فرانسیسکو لافوئنته» یک متخصص بیوشیمی و مادرش «کریستینا مدیانو پاتاکی» مدیر تبلیغات اهل رومانی بود. او یک برادر ناتنی کوچکتر هم دارد: «کریستین پریِتو مدیانو» که کارگردان فیلم است. او از نام‌خانوادگیِ پاتاکی برای ادای احترام به مادربزرگ مادری مجارستانی خود «رُزا پاتاکی» استفاده می‌کند.
پاتاکی در دانشگاه سئو سان پابلو در رشته روزنامه‌نگاری تحصیل کرد و همزمان در کلاس‌های بازیگری نیز شرکت کرد. او علاوه بر اسپانیایی و رومانیایی، به زبان‌های انگلیسی، ایتالیایی، پرتغالی و فرانسوی نیز مسلط است.

## زندگی حرفه‌ای
پاتاکی عضوی از گروه نمایش «تئاتر مجلسی آنخل گوتیه‌رِس» بود. او با انتخاب شدنش برای بازی در سریال تلویزیونی پس از کلاس، دانشگاه را ترک کرد. برخی از فیلم‌های بعدی او محصول مشترک بریتانیا و فرانسه بودند که سبب شد او در آثاری به زبان‌های انگلیسی و فرانسوی بازی کند. او در بازیگران سریال تلویزیونی شهبانوی شمشیرها (۲۰۰۰) در نقش «بانو ورا ایدالگو»، همسر جذاب جوان «گاسپار ایدالگو» ی پیر و ثروتمند و معشوقه کاپیتان گریشام، حضور داشت که نامش در عنوان‌بندی آغازین سریال آمده اما تنها در ۱۴ قسمت از ۲۲ قسمت آن بازی کرد. او همچنین یک نقش دوره‌ای در سریال تلویزیونی خانواده سرانو با ایفای نقش آموزگاری به نام «راکِل» داشت که عاشق شاگردش مارکوس (با بازی فران پره‌آ) می‌شد.
پاتاکی سپس در بیش از ۱۰ فیلم اسپانیایی ظاهر شد و در فیلم فرانسوی ایزنوگود (۲۰۰۴) هم هنرنمایی کرد. عکس او روی جلد مجله ماکسیم (اوت ۲۰۰۶) منتشر شد. پاتاکی در سال ۲۰۰۹ در سریال مکزیکی زنان قاتل در نقش «پائولا مونکادا» در قسمت «آنا و پائولا، خشمگین» ظاهر شد. او همچنین در فیلم اکشن نئو-نوآر روزگارشان را سیاه کن، مالون و همچنین فیلم ترسناک جالو به کارگردانی داریو آرجنتو نقش‌آفرینی کرده‌است.
پاتاکی چهره تبلیغاتی نخستین مجموعه از برند جواهرات «آلتیمت جول» (جواهرات غایی) شرکت «تایم فورس» در کنار ستاره فوتبال کریستیانو رونالدو بود. او سپس در نقش افسر پلیس «اِلِنا نِـوِس» در فیلم سریع و خشمگین ۵ در کنار دوئین جانسون (در نقش «لوک هابز») بازی کرد. دوئین جانسون در سال ۲۰۱۱ او را یکی از ستارگان نوظهور و بااستعدادی خواند که باید فیلم‌هایش را دنبال کرد. پاتاکی در صحنه پایانی ثور: دنیای تاریک در نقشِ آتی و جایگزین ناتالی پورتمن ظاهر شد.

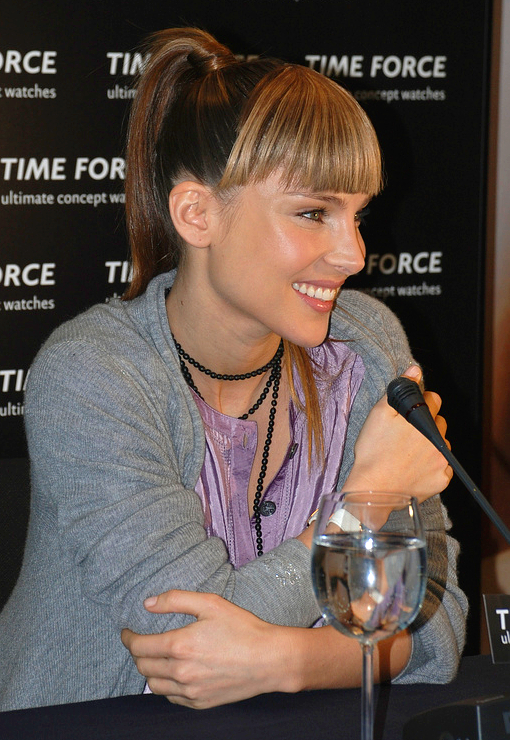
السا پاتاکی در سال ۲۰۰۷

پاتاکی در فیلم‌های سریع و خشمگین ۶ (۲۰۱۳)، خشمگین ۷ (۲۰۱۵) و سرنوشت خشمگین (۲۰۱۷) که به ترتیب قسمت‌های ششم، هفتم و هشتم از مجموعه‌فیلم‌های «سریع و خشمگین» بازی در نقش افسر پلیس «اِلِنا نِـوِس» را تکرار کرد.
پاتاکی در سال ۲۰۱۸، در سریال تلویزیونی استرالیایی تایدلندز در نقش «اِیدریل کاثبرت» بازی کرد که در ۱۴ دسامبر ۲۰۱۸ از نتفلیکس پخش شد.
او ایفاگر نقش اصلی فیلم رهگیر به کارگردانی متیو رایلی بود که در ژوئن ۲۰۲۲ اکران شد.
پاتاکی یک برند مراقبت از پوست به نام «پیورلی بایرون» را راه‌اندازی نموده‌است. این برند نخستین محصول خود را در سال ۲۰۲۲ ارائه کرد. در مارس ۲۰۲۳، «پیورلی بایرون» برای نجات از ورشکستگی در معرض فروش قرار گرفت. در این هنگام، گروه بی‌دبلیوایکس ۴۷٫۴ درصد از سهام شرکت را در اختیار داشت، در حالی که ایدو لفلر و لنس کالیش هر کدام حدود ۲۲ درصد و «شرکت بایرون بِـی فرست منجمنت» کریس همسورث ۳٫۲ درصد سهام شرکت را در اختیار داشتند.

## زندگی شخصی
وی پیش از ازدواج، از سال ۲۰۰۴ تا ۲۰۰۶ با بازیگر فرانسوی مایکل یون و از سال ۲۰۰۶ تا ۲۰۰۹ با بازیگر آمریکایی آدرین برودی در ارتباط بود. سپس در اوایل سال ۲۰۱۰ میلادی با بازیگر استرالیایی کریس همسورث آشنا شد و در تعطیلات کریسمس همان سال با وی ازدواج کرد که ماحصل آن ۳ فرزند (۱ دختر و ۲ پسر دوقلو) است. این زوج در سال ۲۰۱۵ میلادی از لس آنجلس به خانه‌ای ۷ میلیون دلاری در خلیج بایرون واقع در نیو ساوت ولز استرالیا نقل مکان نموده‌اند.
در سپتامبر ۲۰۱۲، پاتاکی در دادگاه عالی اسپانیا برنده ۳۱۰٬۰۰۰ یورو در مقابل گروه انتشاراتی «ادیسیونِـس سِتا» شد، چرا که در مارس ۲۰۰۷، مجله اسپانیایی «اینترویو»، متعلق به این شرکت انتشاراتی، عکس‌های برهنه‌ای از پاتاکی را منتشر کرد که با لنز تله فوتو در حالی که پاتاکی در حال تعویض لباس در حین عکسبرداری برای مجله ال بود، گرفته شده بود. گروه سِتا اعلام کرد که علیه این تصمیم، در دادگاه تجدید نظر اعتراض خواهد کرد.

## گزیدهٔ نقش‌آفرینی‌ها

### سینما
| سال  | عنوان                        | نقش                           | توضیحات                         |
| ---- | ---------------------------- | ----------------------------- | ------------------------------- |
| ۱۹۹۷ | تنها در اتاق زیر شیروانی     | دختر روی جلد مجله             | فیلم کوتاه                      |
| ۲۰۰۰ | هنر مردن                     | کاندلا                        | [ ۲۴ ]                          |
| ۲۰۰۰ | تاتاوو                       | بلانکی                        | [ ۲۴ ]                          |
| ۲۰۰۰ | کمتر، غنی‌تر است              | دیانا                         | [ ۲۴ ]                          |
| ۲۰۰۱ | وسوسه‌ام نکن                  | پیشخدمت در جهنم               |                                 |
| ۲۰۰۱ | شب پادشاهان                  | مارتا کوسپیندا                | [ ۲۴ ]                          |
| ۲۰۰۲ | بدترین غیرممکن               | فاطیما                        | [ ۲۴ ]                          |
| ۲۰۰۳ | فراتر از احیاگر              | لورا اونلی                    |                                 |
| ۲۰۰۳ | خودروی حمل زندانیان          | نینا                          | [ ۲۴ ]                          |
| ۲۰۰۳ | سرقت در ساعت ۳... و نیم      | کاتیا                         | [ ۲۴ ]                          |
| ۲۰۰۴ | روماسانتا                    | باربارا                       |                                 |
| ۲۰۰۴ | کاروسل حوالی ۱۹۵۰            | بالبینا                       |                                 |
| ۲۰۰۵ | ایزنوگود                     | پرتی-اومن                     |                                 |
| ۲۰۰۵ | ساختار ناپایدار تخریب‌شده     | ویدئو 'کلمات بغرنج'           | فیلم ویدئویی                    |
| ۲۰۰۵ | نینت                         | آلاخاندرا 'نینت'              |                                 |
| ۲۰۰۶ | مارها در هواپیما             | ماریا                         |                                 |
| ۲۰۰۷ | راهنمای عشق ۲                | سیسیلیا                       |                                 |
| ۲۰۰۸ | مانکورا                      | خیمنا ساودرا                  | [ ۲۴ ]                          |
| ۲۰۰۸ | اسکیت کن یا بمیر             | دَنی                           |                                 |
| ۲۰۰۸ | سانتوس                       | لائورا لونا                   | [ ۲۴ ]                          |
| ۲۰۰۹ | جالو                         | سلین                          |                                 |
| ۲۰۰۹ | روزگارشان را سیاه کن، مالون  | اِوِلین                         |                                 |
| ۲۰۰۹ | فسقلی‌ها                      | اَلی همیلتون (دوبلهٔ اسپانیایی) | [ ۲۴ ]                          |
| ۲۰۱۰ | مستر نایس                    | ایلزا کادژیس                  |                                 |
| ۲۰۱۰ | دی دی هالیوود                | دی دی                         |                                 |
| ۲۰۱۱ | اهمیت ارنستو نامیده شدن      |                               | فیلم کوتاه                      |
| ۲۰۱۱ | سریع و خشمگین ۵              | اِلِنا نِـوِس                     |                                 |
| ۲۰۱۱ | جایی که جاده به خورشید می‌رسد | میشل                          | [ ۲۵ ]                          |
| ۲۰۱۱ | برف‌دونه، گوریل سفید          | جادوگر شمال                   | با نام برف‌دونه هم شناخته می‌شود. |
| ۲۰۱۳ | بازی مرگبار                  | سوفیا پیترز                   |                                 |
| ۲۰۱۳ | شراب تابستان                 | ورونیکا                       | همچنین تهیه‌کننده فیلم           |
| ۲۰۱۳ | سریع و خشمگین ۶              | اِلِنا نِـوِس                     |                                 |
| ۲۰۱۵ | خشمگین ۷                     | اِلِنا نِـوِس                     |                                 |
| ۲۰۱۷ | سرنوشت خشمگین                | اِلِنا نِـوِس                     | [ ۲۶ ]                          |
| ۲۰۱۸ | ۱۲ نیرومند                   | جین نلسون                     |                                 |
| ۲۰۲۲ | رهگیر                        | جی‌جی کالینز                   | [ ۱۴ ]                          |
| ۲۰۲۲ | ثور: عشق و آذرخش             | گرگینه                        |                                 |
| ۲۰۲۲ | پوکر فیس                     | پنه‌لوپه                       |                                 |
| ۲۰۲۲ | کارمن                        | گابریل                        |                                 |

### تلویزیون
| سال  | عنوان                                          | نقش            | توضیحات                      |
| ---- | ---------------------------------------------- | -------------- | ---------------------------- |
| ۱۹۹۷ | پس از کلاس                                     | راکل آلونسو    | ۱۹۲ قسمت                     |
| ۱۹۹۸ | تیو ویلی                                       |                | ۱ قسمت                       |
| ۱۹۹۸ | زندگی در هوا                                   |                | ۱۳ قسمت                      |
| ۲۰۰۰ | بیمارستان مرکزی                                | ماریبل         | ۲ قسمت                       |
| ۲۰۰۰ | شهبانوی شمشیرها                                | ورا ایدالگو    | ۱۴ قسمت                      |
| ۲۰۰۲ | کلارا                                          |                | تله‌فیلم                      |
| ۲۰۰۲ | بهشت                                           | لوئیسا         | قسمت: «طعمه»                 |
| ۲۰۰۳ | ۷ زندگی                                        | کریستینا       | قسمت: «قفس دیوانگان»         |
| ۲۰۰۳ | خانواده سرانو                                  | راکل آلبالادخو | ۱۱ قسمت                      |
| ۲۰۰۵ | فیلم‌هایی برای بیدار نگه‌داشتن‌تان: داستان کریسمس | اِکران          | تله‌فیلم                      |
| ۲۰۰۹ | زنان قاتل                                      | پائولا مونکادا | قسمت: «آنا و پائولا، خشمگین» |
| ۲۰۱۸ | تایدلندز                                       | ایدریل کاث‌برت  | نقش اصلی                     |